# فازي هاسكينز
فازي هاسكينز (بالإنجليزية: Fuzzy Haskins)‏ هو عازف قيثارة ومغني أمريكي، ولد في 8 يونيو 1941 في إلكينز في الولايات المتحدة.

## وصلات خارجية
- فازي هاسكينز على موقع ميوزك برينز (الإنجليزية)
- فازي هاسكينز على موقع أول ميوزيك (الإنجليزية)
- فازي هاسكينز على موقع أول ميوزيك (الإنجليزية)
- فازي هاسكينز على موقع ديسكوغز (الإنجليزية)